# Premiul Edgar pentru cea mai bună piesă
Premiul Edgar pentru cea mai bună piesă de teatru este acordat, cu întreruperi, din 1950 de către Mystery Writers of America.

## Lista câștigătorilor

### Anii 1950-1970
- 1950 Sidney Kingsley, Detective Story
- 1953 Frederick Knott, Dial M for Murder
- 1955 Agatha Christie, Witness for the Prosecution
- 1962 Frederick Knott, Write Me a Murder
- 1971 Anthony Shaffer, Sleuth

### Anii 1980-1990
- 1980 Ira Levin, Deathtrap
- 1981 Paul Nathan, Ricochet
- 1982 Jerome Chodorov and Norman Panama, A Talent for Murder
- 1986 Rupert Holmes, The Mystery of Edwin Drood
- 1990 Larry Gelbart, City of Angels
- 1991 Rupert Holmes, Accomplice
- 1998 David Barr III,The Red Death
- 1999 John Pielmeier, Voices in the Dark

### Anii 2000
- 2000 Joe DiPietro, The Art of Murder
- 2003 Philip DePoy, Easy
- 2005 Neal Bell, Spatter Pattern (Or, How I Got Away With It)
- 2006 Gary Earl Ross, Matter of Intent
- 2007 Steven Dietz, Sherlock Holmes: The Final Adventure
- 2008 Joseph Goodrich, Panic
- 2009 Ifa Bayeza, The Ballad of Emmett Till[1]

### Anii 2010
- 2011 Sam Bobrick, The Psychic